# الرجل الفارغ (فلم)
الرجل الفارغ هو فيلم رعب خارق للطبيعة صدر في عام 2020، وقام بتحريره وكتابته وإخراجه ديفيد برايور فيdirectorial debut له كإخراج مميز، وهو مستند إلى رواية كولين بان وفانيزا ر. ديل راي المصورة "الرجل الفارغ" التي نشرتهاBoom! Studios.
يشارك في بطولته جيمس ديل ومارين أيرلاند، ويتابع الفيلم قصة شرطي سابق يتناول تحقيقًا في قضية فتاة مفقودة، ليكتشف طائفة سرية.
تم تصوير الفيلم في الأصل في أغسطس 2017 كإنتاج دولي مشترك بين الولايات المتحدة وجنوب إفريقيا والمملكة المتحدة ، وحصل على درجات ضعيفة في عروض الاختبار وفقد الموزع إستوديوات القرن العشرين الثقة في آفاقه التجارية. 
المنتج النهائي ، الذي تم إصداره بشكل مسرحي في الولايات المتحدة في 23 أكتوبر 2020 ، كان لا يزال يعتبر تعديلا تقريبيا من قبل بريور. 
تم إصدار الفيلم في خضم جائحة فيروس كورونا ، وحقق 4 ملايين دولار في جميع أنحاء العالم مقابل ميزانية قدرها 16 مليون دولار. 
تلقى في الغالب مراجعات سلبية من النقاد والجماهير في وقت صدوره. 
تحسن الاستقبال بعد ظهور الفيلم على وسائل الإعلام المنزلية وخدمات البث ، وذكرت بعض المنشورات أن الرجل الفارغ اكتسب طائفة المعجبين .

## مؤامرة
في عام 1995 في وادي أورا، بوتان، كان هناك أربعة أصدقاء - غريغ، فيونا، روثي، وبول - يتنزهون في الجبال. 
سمع بول صفيرًا غريبًا وسقط في صدع. 
وجد غريغ بول في حالة تشبه الغيبوبة، وهو يحدق في هيكل عظمي إنساني قديم ضخم بملامح غير بشرية مدفونة في جدار الكهف. 
تكلم بول فقط ليخبر غريغ ألا يلمسه، وإلا سيموت، وذهب في حالة من الشلل الكلي عندما قام غريغ بذلك. 
حمله غريغ للخارج ووجدت المجموعة ملاذًا في بيت فارغ عندما ضرب عاصفة ثلجية. 
وجدت روثي صفارة عظمية مجوفة ممسكة بيد بول ونفخت فيها كزجاجة صودا. 
في اليوم التالي، رأت روثي شخصية إنسانية ominous في الثلج، والتي طاردتها قبل أن تختفي. 
في تلك الليلة، همس بول، الذي يسيطر عليه الروح الشرير ببطء، بشيء في أذن روثي وهي نائمة. 
في صباح اليوم التالي، وجدوا بول جالسًا، ينفخ في صفارة العظم، ولا يستجيب للمؤثرات. 
هاجمت روثي، غير واعية، فيونا وغريغ، ورمت بجثتيهما من فوق الجرف قبل أن تتبعهم.
بول يحدق في، نافخًا في صافرة العظام.
في ميزوري 2018، كان المحقق السابق جيمس لاسو يحزن على وفاة زوجته، أليسون، وابنهما، هنري، الذي توفي في حادث سيارة قبل عام. 
هو صديق لجارته نورا، الأم العزباء التي فقدت زوجها. 
ابنة نورا، أماندا، تهرب ويجدون رسالة مكتوبة بالدم في الحمام تقول "الرجل الفارغ أجبرني على القيام بذلك". 
خلال بحثه في غرفة أماندا، يكتشف جيمس منشورًا من مجموعة تُدعى معهد بونتيفكس مكتوبًا على ظهره "تولبا". تكشف صديقة أماندا، ديفارا، أن أماندا وصديقاتها شجعوهن على استدعاء الرجل الفارغ، أسطورة محلية. 
لاستدعاء الرجل الفارغ، يجب أولاً العثور على زجاجة فارغة على جسر، ثم النفخ فيها، ثم التفكير في الرجل الفارغ. 
في اليوم التالي، تشهد ديفارا أماندا تهمس في إذن صديقهما براندون.
يحقق جيمس في الجسر ويجد الزجاجة الفارغة. 
ينفخ عليها ، ويذهب تحت الجسر ، ويكتشف الجثث المعلقة لبراندون وبقية أصدقاء أماندا بنفس الرسالة الموجودة في حمام أماندا. 
يرى ديفارا الرجل الفارغ الذي يقتلها بمقص. 
يظهر وميض قصير ديفارا وهي تمسك نفسها من حلقها وتطعن نفسها بالمقص. 
وقضت الشرطة بموتها على أنها انتحار.
يبحث جيمس في معهد بونتيفيكس، ويكتشف أنه طائفة تؤمن بمعتقدات تنبع من أماكن مثل بوتان وبتولبا. 
يشعر أنه يسمع الرجل الفارغ في تلك الليلة ويتعرض لكوابيس. 
يسافر إلى المعهد ويجلس في محاضرة يلقيها زعيم الطائفة آرثر بارسونز. 
يشعر بالقلق من الإشارات التي يقدمها الزعيم عن الرجل الفارغ، مدعيًا أنه كائن يقدم لمتابعيه ما يرغبون به طالما أنهم يقومون بما يطلبه.
يبدأ جيمس في التفكير بأنه يرى الرجل الفارغ. 
يتبع أعضاء الطائفة ويحقق في كوخ في الغابة حيث يعثر على ملفات تتعلق بأماندا وأصدقائها وبول ونفسه. 
يشهد الطائفة وهي تؤدي طقوس النار لكنه يُكتشف ويُطارد. 
يشك في أن أماندا أصبحت الآن عضوًا في الطائفة ويبلغ نورة أنها ليست آمنة. 
يأخذ نورة إلى فندق للاختباء. 
ويتم الكشف عن أن الثنائي كان لهما علاقة وأنه كان مع نورة عندما توفيت أليسون وهينري.
يعاني جيمس من الهلوسات، ويقوم بخطف أحد أعضاء الطائفة، غاريت، ويسأله عما يحدث قبل أن يضربه بشدة. يدعي غاريت أن هناك رجلاً في المستشفى يتلقى منه الرجل الفارغ رسائل للطائفة. 
يكتشف جيمس أن الرجل هو في الحقيقة بول، الذي في حالة غيبوبة ويزوره أعضاء الطائفة بانتظام للحصول على رسائل من الكيان. 
يجد جيمس أماندا في غرفة بول بالمستشفى. 
يتصل جيمس بنورا، لكنها لا تعرف من هو. 
تشرح أماندا أن بول يموت من ضغط كونه الرجل الفارغ، وأن الطائفة تحتاج إلى وعاء جديد. 
تخبر جيمس أنه تولا، وعاء جديد للكيان، وأن ذكرياته وعلاقاته من صنعها ومن صنع الطائفة لضمان الاتصال بالكيان من خلال ألم وفقدان. 
كانت الغضب، والحزن، والخوف في حياته مفتاحًا للسماح بالاتصال بالرجل الفارغ. 
وفقًا لأماندا، لم يكن جيمس موجودًا سوى لبضعة أيام.
يُنهار جيمس ويجد نفسه في بُعدٍ يشبه حالة الانتظار، حيث يجري مطاردته ويمسك به الكائن الذي يدخل جسده. 
يشعر بنوبات من الذكريات والتشويهات التي تُظهر ذكرياته تتأرجح وتتشوه حتى تختفي. 
في المستشفى، ينفذ جيمس حكم الإعدام على بول. 
يجد جيمس نفسه محاطًا بأعضاء من طاقم المستشفى. 
ينحني الجميع أمامه، الكيان بلا اسم الذي يتولى السيطرة.

## فريق العمل
- جيمس ديل as James Lasombra
- مارين أيرلند as Nora Quail
- ستيفن روت as Arthur Parsons
- رون كندا as Detective Villiers
- روبرت أرامايو as Garrett
- جويل كورتني as Brandon Maibaum
- Sasha Frolova as Amanda Quail
- Evan Jonigkeit as Greg
- Virginia Kull as Ruthie
- سامانانثا لوجان as Davara Walsh
- Jessica Matten as Fiona
- فيبي نيكولز as Nurse Allerton
- هارون بول as Paul
- أوين تيج as Duncan West

## الإنتاج

### التنمية
في 9 فبراير 2016، تم الإعلان عن أن شركة إستوديوات القرن العشرين قد اشترت الرواية المصورة "الرجل الفارغ" من Boom! Studios من أجل فيلم روائي، مع تعيين ديفيد برايور لكتابة وإخراج الفيلم.
سيتم إنتاج فيلم الإثارة الخارقة للطبيعة بواسطة روس ريتشي، وستيفن كريستي، وآدم يولين.
في 7 يوليو 2016، تم الإعلان عن أن جيمس ديل قد تم اختياره للدور الرئيسي كشرطي سابق يعاني من الوفيات العنيفة لزوجته وابنه، الذي يحاول العثور على فتاة مفقودة.
في 27 سبتمبر 2016، تم الإعلان عن أن هارون بول قد تم اختياره في الفيلم ليلعب دور بول، المغامر الذي يحب الطبيعة.
على الرغم من أن التسويق يستخدم علامةإستوديوات القرن العشرين، فإن فيلم The Empty Man كان آخر فيلم يظهر شعار إستوديوات القرن العشرين الأصلي بالكامل؛ حيث أظهر فيلم Deadpool & Wolverine في عام 2024 الشعار لبضع لحظات كتحية.

### التصميم
صمم ونحت مصمم المخلوقات كين بارتلماي هيكل عظم الكهف وعناصر أخرى للفيلم.
وقد تم التعاقد معه من قبل براير للعمل على التصميمات في عام 2016. 
نظرًا لأن جدول التصوير كان ضيقًا، كان لدى بارتلماي وقت قصير فقط للعمل على التصميمات.
كانت الصفات الرئيسية التي كانت تبحث عنها براير هي "العمر القديم، والسلطة، والتهديد، والتشابه الطفيف مع البشر". 
أرسل براير له لوحات من الرسام البولندي جيزلاف بيكشينسكي وذكر راكب الفضاء في فيلم المخلوق الغريب كمرجع. 
تلك الإلهامات أدت في النهاية ببارتلماي إلى التصميم النهائي للفيلم. 
نحت بارتلماي هيكل عظم الكهف بتقنية ثلاثية الأبعاد. 
تم طباعة نموذجه ثلاثي الأبعاد وبناؤه على مجموعة العمل من قبل مصمم الإنتاج كريج لاثروب وفريقه.

### تصوير
أُجري الجزء الأكبر من التصوير الرئيسي في جنوب إفريقيا في أواخر عام 2016، ولكن تمت جدولة الأسبوع الأخير من الإنتاج في شيكاغو، التي ستقوم بدور سانت لويس.
مع اقتراب حالة الطقس السيئة، أجرى براير العديد من المحادثات مع الاستوديو حول ما إذا كان يجب إيقاف الإنتاج حتى الربيع أو التكيف مع تهديد الطقس الشتوي. 
عندما تلقت شيكاغو قدمين من الثلوج بين عشية وضحاها، تم اتخاذ القرار بدلاً منهم. 
أوقف براير الإنتاج وعاد الجميع إلى منازلهم. 
خلال هذه الفترة، غادر مارك رويبال، نائب الرئيس التنفيذي للإنتاج في فوكس، الاستوديو. 
وفقًا للمخرج ديفيد براير، كان رويبال 'أساسيًا' في الموافقة على الفيلم. 
استؤنف الإنتاج بعد توظيف مدير تنفيذي جديد. 
تمت الموافقة على ميزانية قدرها 16 مليون دولار، قال براير إن حوالي 11 مليون دولار قد تم إنفاقها على التصوير.
استأنف الأسبوع الأخير من الإنتاج في سبتمبر 2017 في إدوردسفيل، إلينوي، مع بعض التصوير الذي تم في محكمة مقاطعة ماديسون (إلينوي).
تم تصوير الفيلم أيضًا في جسر تشين أوف روكس وانتقل إلى موقع آخر غير معلن بعد ثلاثة أيام.

### مرحلة ما بعد الإنتاج
وجد طاقم العمل نفسه مع عدة أشهر غير متوقعة للبدء في النسخة المبدئية من العمل بسبب توقف الإنتاج، ولكن بعد الانتهاء من التصوير، قيل لباير إنه يجب عليه تجميع نسخة من الفيلم للاختبارات في أسرع وقت ممكن.
عندما حدثت الاختبارات، قيل لباير أن يجمع نسخة تقريبًا فور انتهاء الإنتاج. 
"كان شيئًا طويلاً جدًا بلا طائل،" قال باير في مقابلة. 
"لم نحظى بفرصة لفهمه بالكامل بعد." 
بعد أن حصلت الاختبارات على درجات منخفضة، بدأ الاستوديو في حالة من الذعر بسبب فقدان استرداد الضريبة من جنوب إفريقيا بسبب المواعيد النهائية المقبلة. 
قدم باير في النهاية النسخة النهائية من الفيلم مع ست دقائق إضافية (حيث اعتبر لاحقًا أنها تعديلات أولية في مقابلة) والتي كان ينوي في البداية قطعها. 
كما تأثرت مرحلة ما بعد الإنتاج للفيلم بشدة من عملية استحواذ ديزني على إستوديوات القرن العشرين، التي بدأت في ديسمبر 2017.

## الإصدار
تم عرض فيلم الرجل الفارغ في دور السينما في 23 أكتوبر 2020، بواسطة استوديوهات القرن العشرين (في الفيلم يظهر شعار استوديوهات القرن العشرين السابق على الرغم من تغيير اسم الاستوديو في وقت سابق من ذلك العام).
كان من المقرر أصلاً عرض الفيلم في 7 أغسطس 2020، لكنه تأجل إلى 4 ديسمبر بسبب جائحة فيروس كورونا، قبل أن يتم تقديم موعده إلى أكتوبر بعد تغيير موعد عرض موت على ضفاف النيل (فيلم).
في المملكة المتحدة، تخطت الفيلم العرض السينمائي تمامًا، وتم إصداره بدلاً من ذلك علىديزني+ عبر Star Hub وخدمات الفيديو حسب الطلب الأخرى في 19 فبراير 2021.

## الاستقبال

### شباك التذاكر
حقق فيلم "الرجل الفارغ" إيرادات قدرها 3 ملايين دولار في الولايات المتحدة وكندا، و1.8 مليون دولار في مناطق أخرى، ليصل مجموع إيراداته العالمية إلى 4.8 مليون دولار.
حقق الفيلم 1.3 مليون دولار من 2027 دار عرض في عطلة نهاية الأسبوع الافتتاحية، وانتهى به الأمر في المركز الرابع في شباك التذاكر. 
وألقى المحللون باللوم على الأداء الضعيف للفيلم في شباك التذاكر على الافتراض الأولي للجمهور بأنه فيلم رعب مراهق خارق للطبيعة آخر مستوحى من كريبي باستا على غرار أفلام مثل سليندر مان (فيلم) وذا باي باي مان، والتردد في العودة إلى دور السينما بسبب جائحة فيروس كورونا المستمرة، وانعدام دفع التسويق من الاستوديو، حيث قالت شركة تحليلات وسائل التواصل الاجتماعي RelishMix: "حملة التسويق على وسائل التواصل الاجتماعي لفيلم The Empty Man من استوديوهات القرن العشرين قد انخفضت قبل أسبوع واحد فقط من [16 أكتوبر]. 
أي حملة طبيعية لفيلم مستقل، ذو مفهوم عالي أو مرشح للجوائز ستنخفض من الواضح أنها ستكون قبل شهرين على الأقل - في أقصى الحدود."
شهد الفيلم انخفاضًا بنسبة 57% في عطلة نهاية الأسبوع الثانية ليحقق 561000 دولار، ثم حقق 294350 دولار في عطلة نهاية الأسبوع الثالثة.

### الاستجابة الحرجة
لم يتم عرض فيلم "الرجل الفارغ" مسبقًا للنقاد عند إصدار.
بينما كانت المراجعات الأولية سلبية في الغالب، فقد خضع الفيلم لبعض تقييمات النقاد الجديدة كأحد الأفلام المفضلة في الثقافة الحديثة، حيث ظهر في عدة قوائم "الأفضل" من منشورات بما في ذلك بوليغون وذو رينجر.
على موقع تجميع المراجعات روتن توميتوز، أعطى 76% من 29 ناقد الفيلم مراجعة إيجابية، بمعدل تقييم 5.8 من 10.
أعطى باري هيرتز من جريدة غلوب و ميل الفيلم 2/4، كتب: "لم يكن بإمكان المنتجين اختيار عنوان أفضل، رغم ذلك. بعد مغادرتي عرض ظهيرة الجمعة، الذي حضره شخصان فقط، شعرت بعيدًا عن الرضا. فارغ، قد تقول." كتب نيت آدامز في موقع The Only Critic تقييم "D−"، ملخصًا أن "الفيلم الذي يمتد لمدة ساعتين وعشرين دقيقة طويلًا جدًا، The Empty Man – ربما يكون ابن عم بعيد جدًا من ذا باي باي مان أو سليندر مان، ليس رفقة جيدة – هو ممل تمامًا."
أعلن تريس دين في موقعفالتشر أنه "الفيلم الرعب الطائفي العظيم التالي".
أعطى Michael Gingold من Rue Morgue الفيلم تقييمًا إيجابيًا، قائلاً إنه "ليس الفيلم الذي تبيعه مقاطع الفيديو الترويجية على الإطلاق، وفي هذه الحالة، فهذا شيء جيد". أعطى بريان تاليريكو من RogerEbert.com الفيلم 2.5 من 4 نجوم وكتب أن "هذه قطعة عمل غريبة و surreal حقًا، مدعومة ببعض المهارات العالية […] أشك أن معجبي الرعب سوف يتفاجأون بتجربة سينمائية أكثر امتلاءً مما كنت أتوقع.
"كتب مايلز سوري في The Ringer أنه "واحد من أفضل أفلام الرعب منذ سنوات […] ليس مثل أي شيء رأيته من قبل."

### استجابة الجمهور
أعطت الجماهير التي تم استطلاع رأيها من قبلسينماسكور الفيلم متوسط درجة "D+" على مقياس من A+ إلى F. 
وأفاد بوست تراك بأن 42% من أعضاء الجمهور أعطوا الفيلم تقييمًا إيجابيًا، مع 25% "الرهيبة" ممن قالوا إنهم بالتأكيد سيقومون بالتوصية به.
ومع ذلك، منذ ظهوره الأول على VOD في عام 2021، حقق الفيلم شهرة كبيرة كفيلم مفضل للعبادة الحديثة، حيث نما عدد كبير من المعجبين بشكل أساسي من خلال وسائل التواصل الاجتماعي والكلام بين الناس.
ووصف آدم نيمان في Mubi "استعادة الفيلم على وسائل التواصل الاجتماعي المتزايدة" ومكانته كفيلم "عبادة صادق يعمل على منوال Cthulu"، حيث أشار إلى أن "مموليه كان بإمكانهم تحقيق نجاح خاص أو حتى قضية شهيرة إذا كانوا قد قاموا بتغليف بضاعتهم على أنها "رعب رفيع المستوى".
وكتبت Film School Rejects: "كما يحدث مع معظم أفلام العبادة، بدأ جمهور The Empty Man في رؤية نقاط الضعف المزعومة للفيلم كقوة له."

## روابط خارجية
- الموقع الرسمي
- الرجل الفارغ  في قاعدة بيانات الأفلام على الإنترنت (بالإنجليزية)

1. 1 2  Although the film's marketing uses the then-recent 20th Century Studios rebranding, the film uses the Fox logo and credit text "Twentieth Century Fox presents".